# 引地川
引地川（ひきじがわ）は、神奈川県を流れる河川。二級水系の本流である。読み方・振り仮名は行政上は「ひきじがわ」で統一されたが、「ひきちがわ」「ひきぢがわ」などもある。河口はシラスウナギの捕獲で有名である。

## 地理
洪積台地の相模野台地中央部に当たる神奈川県大和市上草柳の泉の森に源を発し、洪積台地を浸食して谷底平野を形成しながら南流。藤沢市稲荷付近から湘南砂丘地帯へ流れ出て、藤沢市鵠沼海岸の湘南海岸公園から相模湾に注ぐ。全長21.3km、流域面積67km2のうち、上流部の神奈川県道45号丸子中山茅ヶ崎線までの4.46kmは大和市管理の準用河川区間、それより下流は二級河川として神奈川県の管理となっている。主な支流に蓼川（たてかわ）・不動川・一色川・小糸川がある。中流部の谷底平野には水田地帯が見られ、農業用水として利用されている。取水のための施設として、大和市に川底から取水する「若宮取水口」、藤沢市に「長後堰」「中村堰」「石川堰」が設けられている。
1983年（昭和58年）5月6日に「引地川川べり遊歩道」が開通し、1987年（昭和62年）12月10日に旧建設省の「ふるさとの川 モデル事業」の指定を受けて以来、遊水地建設とともに親水護岸などが設置されるなど、市民に親しまれる川への取り組みも進められている。下水道の普及と共に水質も目に見えて向上し、河川清掃などの市民ボランティア活動も行われている。
1988年（昭和63年）3月1日には特別緑地保全地区に指定されている。
河川名の由来には諸説があるが、台地からの出口に当たる藤沢市稲荷付近で、砂丘を断ち切って河道を付け替えたことによるという説が有力である。かつては場所により長後川、大庭川、清水川、堀川などの名称で呼ばれていた。
湘南砂丘地帯に出てからは、かつては自由蛇行を繰り返し、大水の度に河道がつけ変わっていた。昭和初期に神奈川県の手で河川改修が行われ、現在の河道に固定された。相模湾東部の沿岸流は東流するため、河口は東に移動しがちで、江戸時代の絵図には境川下流部に合流するものも見られる。

## 歴史
- 縄文時代は縄文海進により海面は10m程度上昇し、引地川河谷は藤沢市石川付近まで細長い入り江が形成されていたと考えられる。
- 縄文時代末期以来、流域の低地にも遺跡が出現する。
- 平安時代末期、下流部には鎌倉景正による大庭御厨、上流部には渋谷氏による荘園が開かれる。
- 鎌倉時代、下流部は大庭氏、上流部は渋谷氏という御家人が支配した。
- 室町時代、大庭御厨は関東管領上杉氏の支配下になり、家臣の太田道灌によって大庭城が整備されたといわれる。
- 戦国時代、大庭城は北条早雲に攻略され、落城した。この時上杉氏側は引地川をせき止めて濠として利用したが、それを北条氏側に教えた老婆が口封じのため殺され、その供養のために舟地蔵が祀られたという伝説が生まれた。
- 江戸時代、流域は旗本領と幕領に細分されていた。
- 寛文12年（1672年） - 鵠沼村布施領・大橋領の名主ら、大庭村の引地川に新田引水用の堰を建設。
- 享保13年（1728年） - 下流の砂丘地帯には享保の改革の一環として相州炮術調練場（鉄炮場）が設置された。
- 安永4年（1775年） - 石川村までの通船が許可された。
- 安永5年（1776年） - 羽鳥村三觜家が鵠沼村界引地川に水車を設置した。
- 天明6年（1786年） - 氾濫による大きな被害が起きた。下流の鵠沼村では浅場家による引地川築堤工事が行われた。
- 享和3年（1803年） - 鵠沼村2か所で破堤。浅場家による引地川築堤工事が行われた。
- 1901年（明治34年） - 大庭地区で県下初の耕地整理が行われる。
- 1912年（明治45年 - 大正元年） - 出水により大庭耕地が大泥湖水となる。
- 1917年（大正6年）9月30日 - 台風による高潮で引地川下流の水田が全滅する。
- 1921年（大正10年）10月29日 - 大暴風雨により引地川の流路が付け変わる。
- 1923年（大正12年）9月1日 - 関東地震による津波が引地川を遡上。海岸の漁船を大平橋付近まで押し上げ、水田は塩害を蒙る。引き波で5軒の家屋が流失。
- 1932年（昭和7年） - 神奈川県道片瀬大磯線「鵠沼橋」架橋（道路建設用の架橋であり、渡り初めは1935年（昭和10年））。
- 1934年（昭和9年）2月1日 - 神奈川県による引地川下流の改修工事、鵠沼堰建設工事完成。稲荷橋下流側より下流部分の流路を西側へ移動。河口が数百m西側となる。
- 1957年（昭和32年） - 大庭地区の水田地帯耕地整理完成。鵠沼堰を廃止。
- 1958年（昭和33年） - 石川地区の改修工事完成。石川堰築造。
- 1966年（昭和41年）10月1日 - 流域市町村で「境川・引地川水系水質浄化等推進協議会（二河川協議会）」設立。
- 1969年（昭和44年） - 湘南海岸・砂浜のみち歩行者自転車専用橋みどり橋架橋。
- 1979年（昭和54年）4月5日 - 旧建設省、引地川を総合治水対策特定河川として指定。
- 1980年（昭和55年）11月7日 - 県と大和市、綾瀬市、藤沢市による「引地川流域総合治水対策協議会」発足。
- 1983年（昭和58年）5月6日 - 「引地川川べり遊歩道」が開通。
- 1987年（昭和62年）12月10日 - 旧建設省、引地川を「ふるさとの川 モデル事業」に指定。
- 1988年（昭和63年）「引地川（川べり遊歩道）」で、昭和63年度旧建設省手づくり郷土賞（やすらぎとうるおいのある歩道）受賞。
- 1990年（平成2年）6月 - 鵠沼神明上村橋下流に引地川除塵機を設置。
- 1990年9月30日 - 台風20号の豪雨の増水により、国道134号鵠沼橋および平行する湘南海岸・砂浜のみち歩行者自転車専用橋みどり橋が落橋。
- 1991年（平成3年） - 神奈川県、都市河川重点整備計画「safetyリバー50」を策定。引地川を指定。
- 1991年 - 大和市泉の森完成。
- 1991年 - 引地川親水広場完成。
- 1992年（平成4年） - 鵠沼橋、拡幅して改修工事完成。みどり橋は廃棄。
- 1993年（平成5年） - 引地川大庭遊水地完成。
- 2000年（平成12年）3月24日 - 藤沢市、荏原製作所藤沢工場付近の雨水路の水から8100pg/lのダイオキシン類を検出と発表。詳細は後述。
- 2003年（平成15年） - 引地川親水公園完成。
- 2004年（平成16年）10月12日 - 引地川石川可動堰改築工事着工。魚道を併設。
- 2005年（平成17年） - 引地川ゆとりの森着工。
- 2007年（平成19年）3月 - 大和市、大下（おおしも）ずい道改修工事完成。
- 2007年 - 下土棚遊水地着工。
- 2016年（平成28年）3月 - 引地川除塵機を撤去[4]。

## 流域の自治体
神奈川県
大和市、綾瀬市、藤沢市

## 河川施設
- 泉の森（神奈川県大和市上草柳）
- 引地川公園ゆとりの森（神奈川県大和市代官/綾瀬市本蓼川）
- 若宮取水口（神奈川県大和市福田）
- 下土棚遊水地（神奈川県藤沢市下土棚）
- 長後堰（神奈川県藤沢市長後）
- 中村堰（神奈川県藤沢市湘南台）
- 石川堰（神奈川県藤沢市石川）
- 大庭遊水地（神奈川県藤沢市大庭）
- 引地川親水公園（神奈川県藤沢市大庭）
- 引地川親水広場（神奈川県藤沢市辻堂元町）
- 鵠沼堰（神奈川県藤沢市本鵠沼　1934年設置、1960年代に廃棄）

## 橋梁
下流より記載
- みどり橋（神奈川県藤沢市）　歩行者・自転車専用橋（1990年9月30日、台風20号による増水により落橋、復旧されることなく撤去）
- 鵠沼橋（神奈川県藤沢市） - 国道134号
- 竜宮橋（神奈川県藤沢市）
- 稲荷橋（神奈川県藤沢市）
- 日の出橋（神奈川県藤沢市）
- 作（さく）橋（神奈川県藤沢市）
- 大平（たいへい）橋（神奈川県藤沢市）
- 長久保緑橋（神奈川県藤沢市）　歩行者専用橋
- 富士見橋（神奈川県藤沢市） - 神奈川県道30号戸塚茅ヶ崎線
- 清水橋（神奈川県藤沢市）
- 東海道本線引地川橋梁（神奈川県藤沢市） - 東海道本線（藤沢駅 - 辻堂駅）
- 高山橋（神奈川県藤沢市）
- 上村（かむら）橋（神奈川県藤沢市）
- 引地橋（神奈川県藤沢市） - 神奈川県道43号藤沢厚木線（旧国道1号から降格＝旧東海道）
- 引地川橋（神奈川県藤沢市） - 国道1号（藤沢バイパス＝自動車専用橋）
- 柏山（かしやま）橋（神奈川県藤沢市）
- 高名橋（神奈川県藤沢市）
- 大庭大橋（神奈川県藤沢市）
- 城下橋（神奈川県藤沢市）
- 天神橋（神奈川県藤沢市）
- 大庭鷹匠橋（神奈川県藤沢市）
- 新石川橋（神奈川県藤沢市）
- 横浜水道引地川水道橋（神奈川県藤沢市）
- 石川橋（神奈川県藤沢市）
- 下河内橋（神奈川県藤沢市）
- 秋本橋（神奈川県藤沢市）
- 石川岡田橋（神奈川県藤沢市）　歩行者・自転車専用橋
- 山田橋（神奈川県藤沢市）
- 東山田橋（神奈川県藤沢市）　歩行者・自転車専用橋
- 横須賀水道管橋（神奈川県藤沢市）
- 馬渡（まわたり）橋（神奈川県藤沢市）
- 円行新橋（神奈川県藤沢市）
- 円行大橋（神奈川県藤沢市） - 神奈川県道403号菖蒲沢戸塚線
- 柳橋（神奈川県藤沢市）
- 湘南台橋（神奈川県藤沢市）
- 上河内橋（神奈川県藤沢市）　歩行者専用橋
- 湘南台大橋（神奈川県藤沢市）
- 鷹匠橋（神奈川県藤沢市）
- 中村橋（神奈川県藤沢市）
- 下土棚大橋（神奈川県藤沢市） - 神奈川県道22号横浜伊勢原線（長後街道）
- 下土棚橋（神奈川県藤沢市）
- 旧六会（むつあい）橋（神奈川県藤沢市）
- 六会橋側道橋（神奈川県藤沢市）- 歩行者専用橋
- 六会橋（神奈川県藤沢市）
- 熊野橋（神奈川県藤沢市）
- 長後下分（ちょうごしもわけ）第1橋（神奈川県藤沢市）
- 長後下分第2橋（神奈川県藤沢市）　歩行者・自転車専用橋
- 長後下分第3橋（神奈川県藤沢市）　通行禁止
- 長後橋（神奈川県藤沢市） - 神奈川県道42号藤沢座間厚木線
- 長後中分橋（神奈川県藤沢市）　歩行者・自転車専用橋
- 鐘ヶ淵橋（神奈川県藤沢市）
- 長後天神添橋（神奈川県藤沢市）　歩行者・自転車専用橋
- 長後堰橋（神奈川県藤沢市）　歩行者・自転車専用橋
- 大山橋（神奈川県藤沢市）
- 福田13号橋（神奈川県大和市）
- 福田橋（神奈川県大和市）
- 幸福橋（福田12号橋）（神奈川県大和市）
- 福田11号橋（神奈川県大和市）
- 新幹線引地川橋梁（神奈川県大和市） - 東海道新幹線（新横浜駅 - 小田原駅）
- 福寿橋（福田10号橋）（神奈川県大和市）
- 若宮橋（神奈川県大和市）
- 神明橋（神奈川県大和市）
- 福田8号橋（神奈川県大和市）
- 福田7号橋（神奈川県大和市）
- 福田14号橋（神奈川県大和市）
- 代辻橋（神奈川県大和市）
- 福田6号橋（神奈川県大和市）
- 福田5号橋（神奈川県大和市）
- 八幡（はちまん）橋（神奈川県大和市）
- 本八幡（もとはちまん）橋（神奈川県大和市）
- 新道下（しんみちした）大橋（神奈川県大和市） - 神奈川県道45号丸子中山茅ヶ崎線
- 山下橋（神奈川県大和市）
- 御嶽（おんたけ）橋（神奈川県大和市）
- 下山王橋（神奈川県大和市）
- 山王橋（神奈川県大和市）
- 福田1号橋（神奈川県大和市）
- 境橋（神奈川県大和市）
- 大下（おおしも）さくら橋（神奈川県大和市）
- 草柳（そうやぎ）橋（神奈川県大和市）
- 草柳1号橋（神奈川県大和市）
- 草柳6号橋（神奈川県大和市）
- 草柳2号橋（神奈川県大和市）
- 草柳3号橋（神奈川県大和市）
- 草柳4号橋（神奈川県大和市）
- 厚木街道下隧道（神奈川県大和市） - 神奈川県道40号横浜厚木線
- 六軒支線1号橋（神奈川県大和市）
- 相模鉄道線下隧道（神奈川県大和市） - 相模鉄道（大和駅 - 相模大塚駅）
- 中村橋（神奈川県大和市）
- 下草柳橋（神奈川県大和市）
- 東ヶ里（あずまがさと）ふれあい橋（神奈川県大和市）
- 上草柳4号橋（神奈川県大和市）
- 東名高速下隧道（神奈川県大和市） - 東名高速道路
- 縁橋（神奈川県大和市）（歩行者専用橋）
- 上草柳3号橋（神奈川県大和市）
- 上草柳2号橋（神奈川県大和市）
- しらかしの池八つ橋（神奈川県大和市）
- 緑のかけ橋（神奈川県大和市）
- 笹山高架橋（神奈川県大和市） - 大和厚木バイパス（自動車専用橋）

## 千本桜
大和市福田地区を流れる引地川の両岸約1.3kmには、1970年代の宅地造成にともないソメイヨシノなどの桜約500本が植栽されており、「千本桜」の名で親しまれている。川幅が5mほどと狭く、春には桜並木が川を囲うトンネルのように満開となる。代辻橋付近の商店街では例年「千本桜さくらまつり」が催され、多くの花見客が訪れる。
この地域は洪水の危険性が高い重要水防区域に指定されている。後述のように引地川流域で治水工事が進められており、千本桜も拡幅・護岸整備のため伐採の対象となった。住民有志の「桜を守る会」との協議の結果、片岸ずつ護岸を整備し、新しく植栽する桜の成長を待って、対岸の整備を行うなどの景観保全案が承認された。2016年度以降下流側から着工し、毎年数十mずつ段階的に進め、2044年度の完成を目指している。

## 流域の課題

### 水害対策
引地川流域は急速な都市化の影響により、台風などの大雨により氾濫を繰り返してきた。1976年9月の台風17号による洪水では、床下265棟、床上128棟の浸水被害が発生した。2004年10月の台風22号では住宅計89戸が床上・床下浸水した。ハザードマップにて最大級の洪水で予想される浸水面積は流域5.3㎢におよび、予想される浸水深は最大7mとされる。
神奈川県および流域の自治体は治水対策として護岸強化や河道掘削、遊水池の整備などを行ってきた。1993年には藤沢市大庭に約28万㎥の貯留能力をもつ遊水地が完成。2020年には蓼川と合流地点に近い下土棚に約46万㎥の貯留能力をもつ遊水地の供用を開始した。
2015年には神奈川県と藤沢市、茅ヶ崎市、大和市、海老名市、座間市、綾瀬市が共同で「引地川流域水害対策計画」を策定した。2019年10月の台風19号による各地の浸水被害をふまえて、2021年には「引地川流域治水プロジェクト」が策定された。

### 水質汚染
2000年（平成12年）藤沢市による引地川の水質調査が行われ、環境基準値の8100倍と基準を大きく上回る濃度のダイオキシン類を検出し水質汚染が確認された。藤沢市にある荏原製作所藤沢事業所内の焼却炉設備からの排水が、配管の誤接続により引地川水系稲荷雨水幹線に流出していたことが原因であった。この水質調査までの7年5ヶ月間の流出の影響により、片瀬海岸で予定されていたイベントが急遽中止になるなど、様々な社会的分野において影響が出た。

## 画像ギャラリー

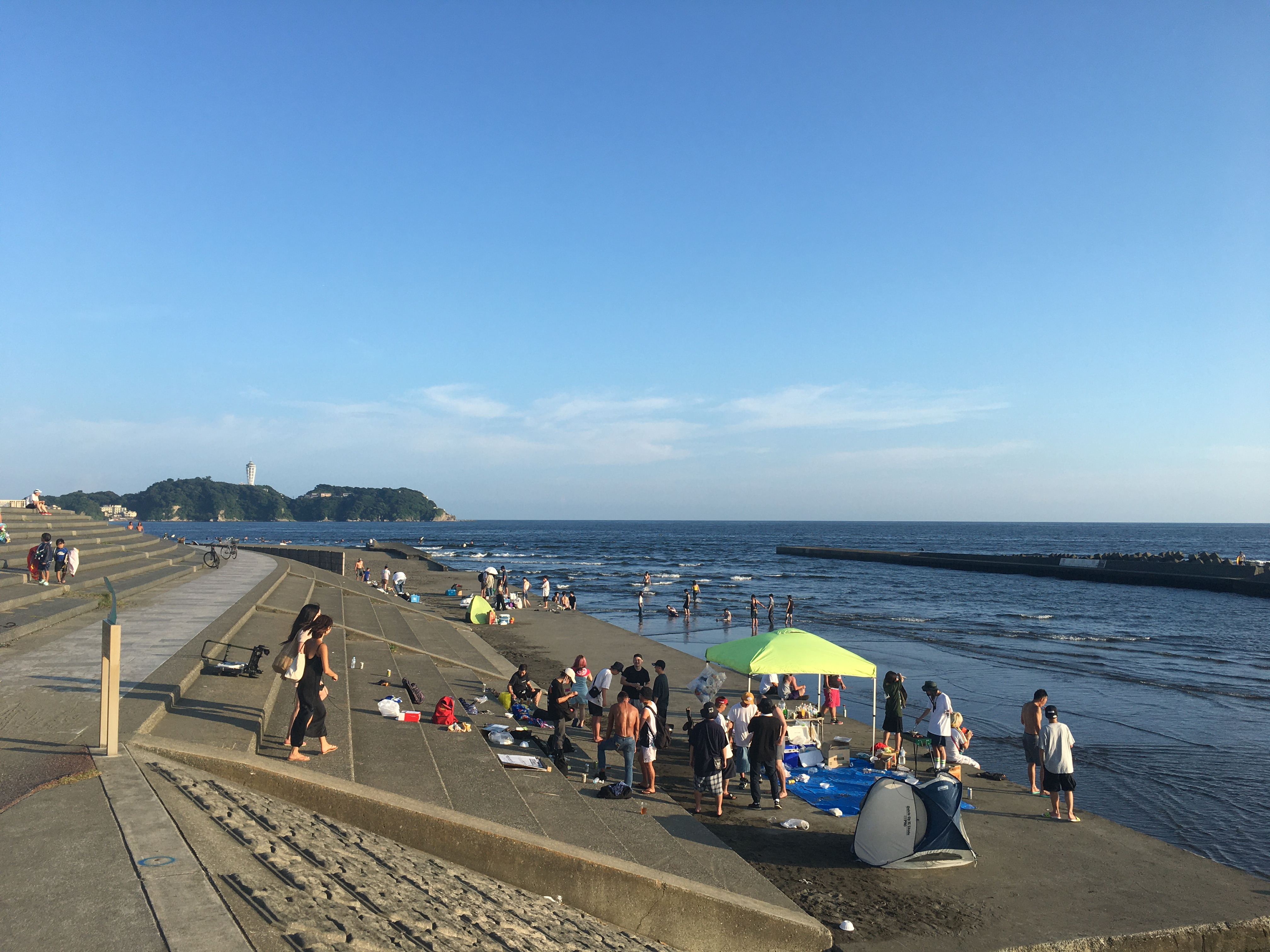
河口付近。奥に江の島が見える
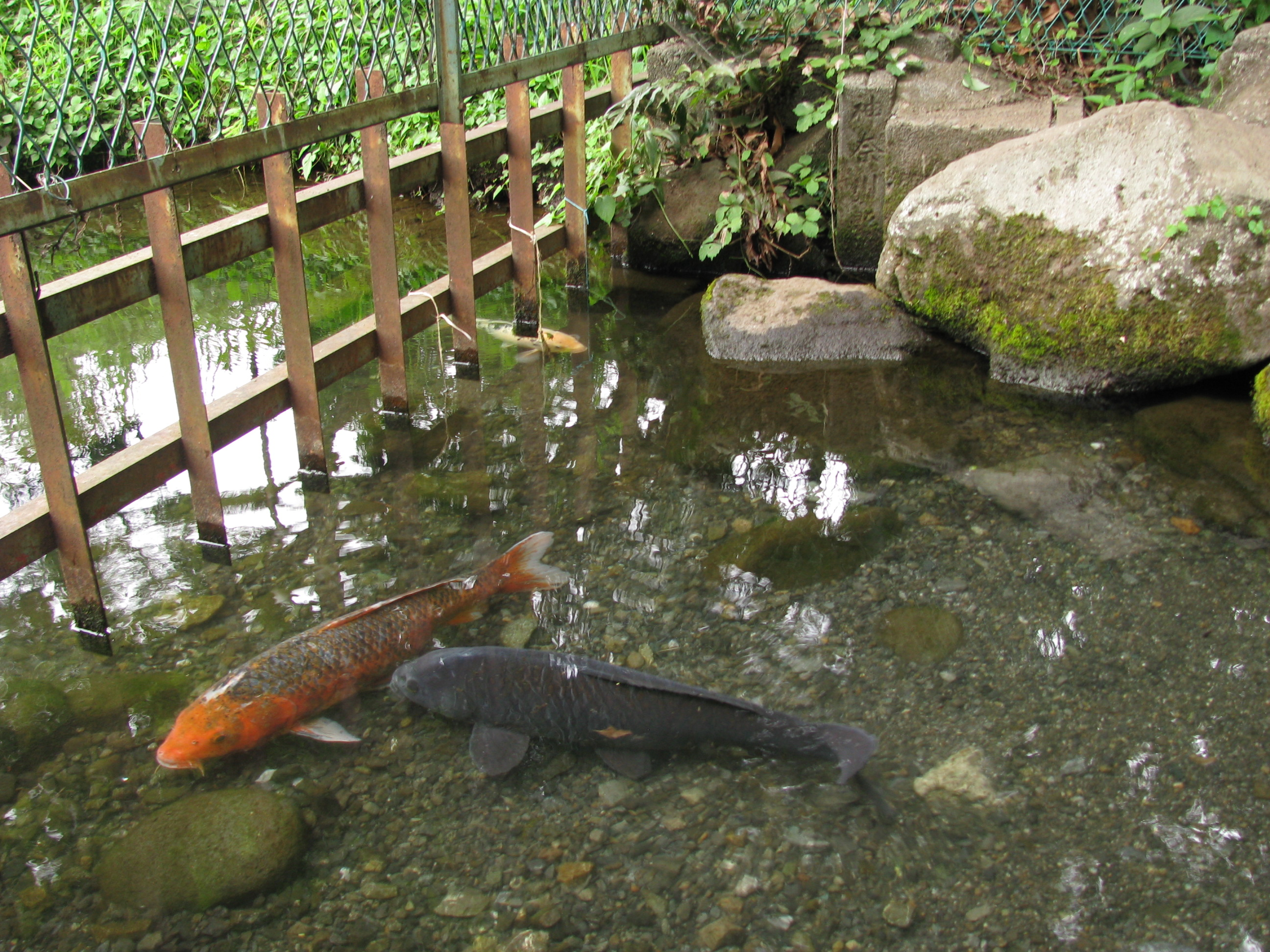
泉の森内の引地川
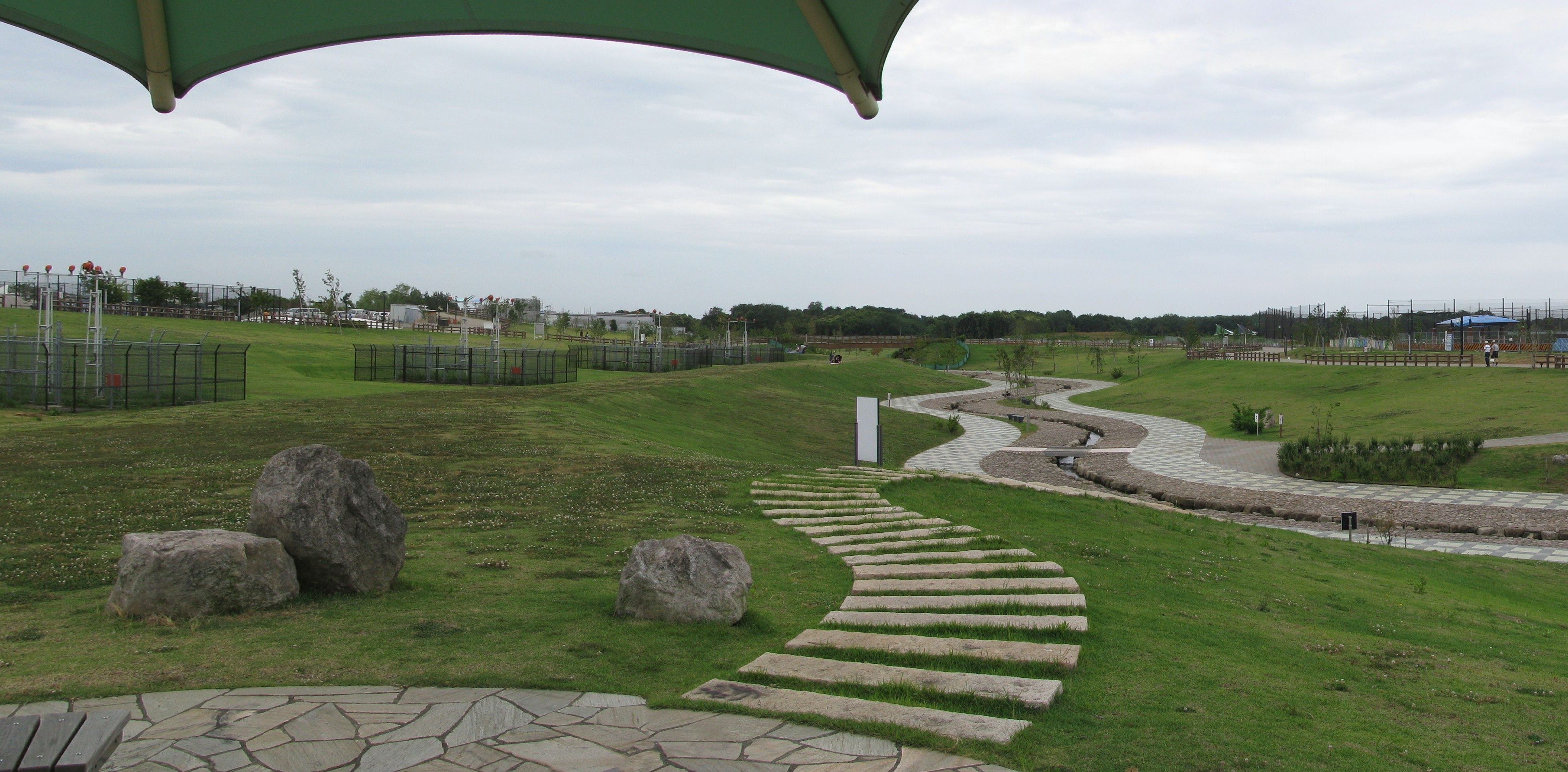
引地川公園ゆとりの森
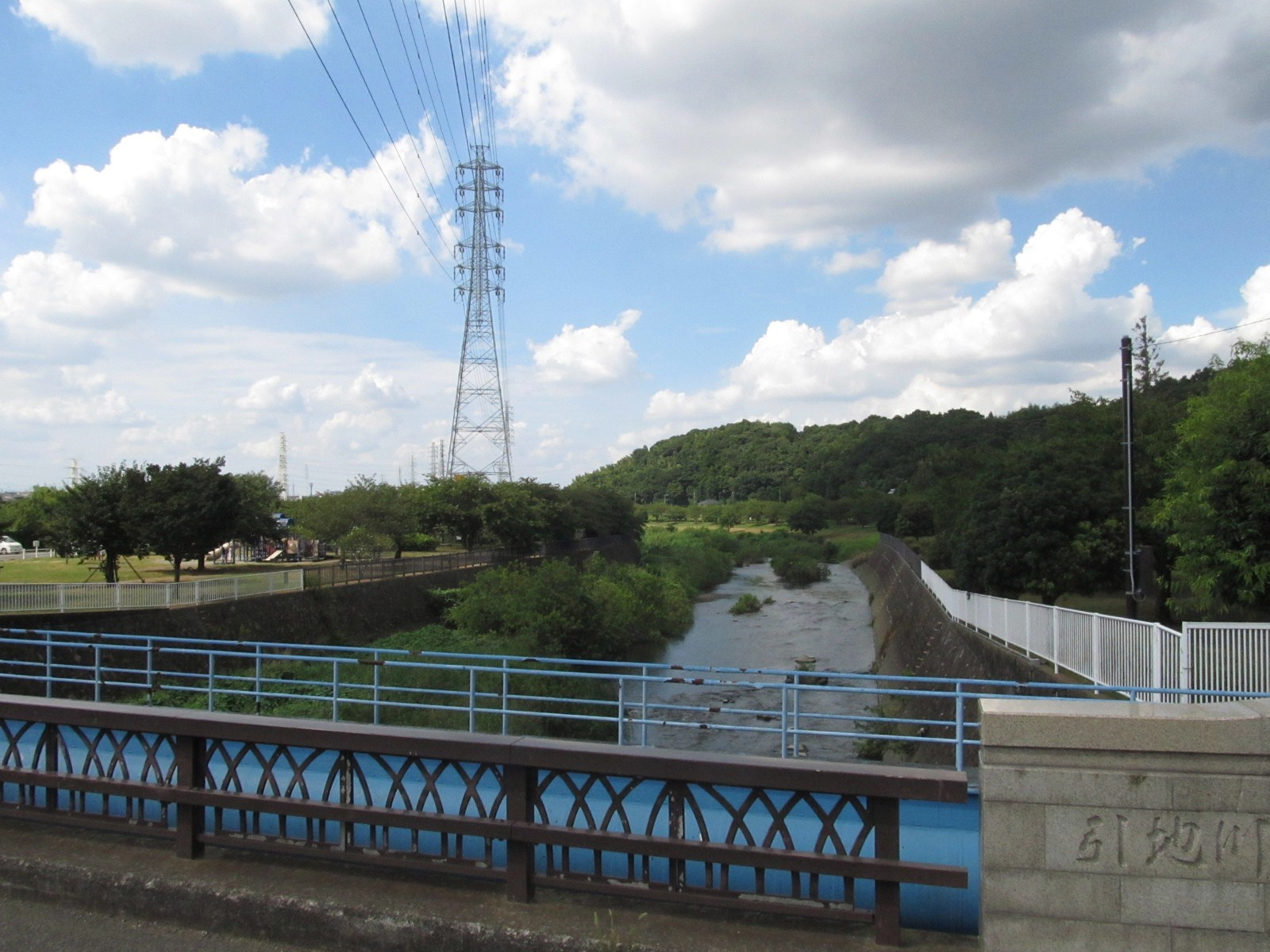
引地川親水公園（藤沢市）
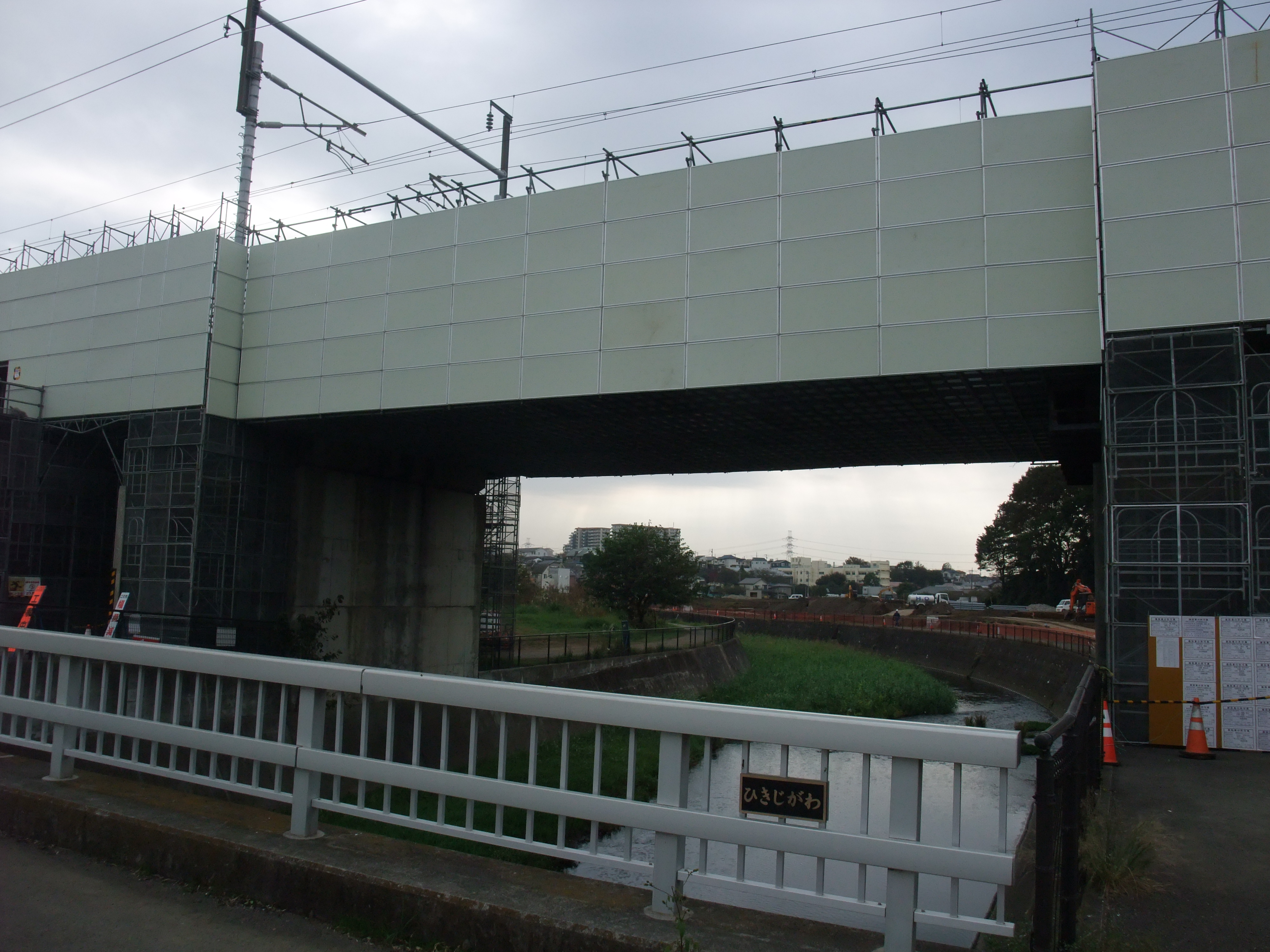
東海道新幹線引地川橋梁（大和市）
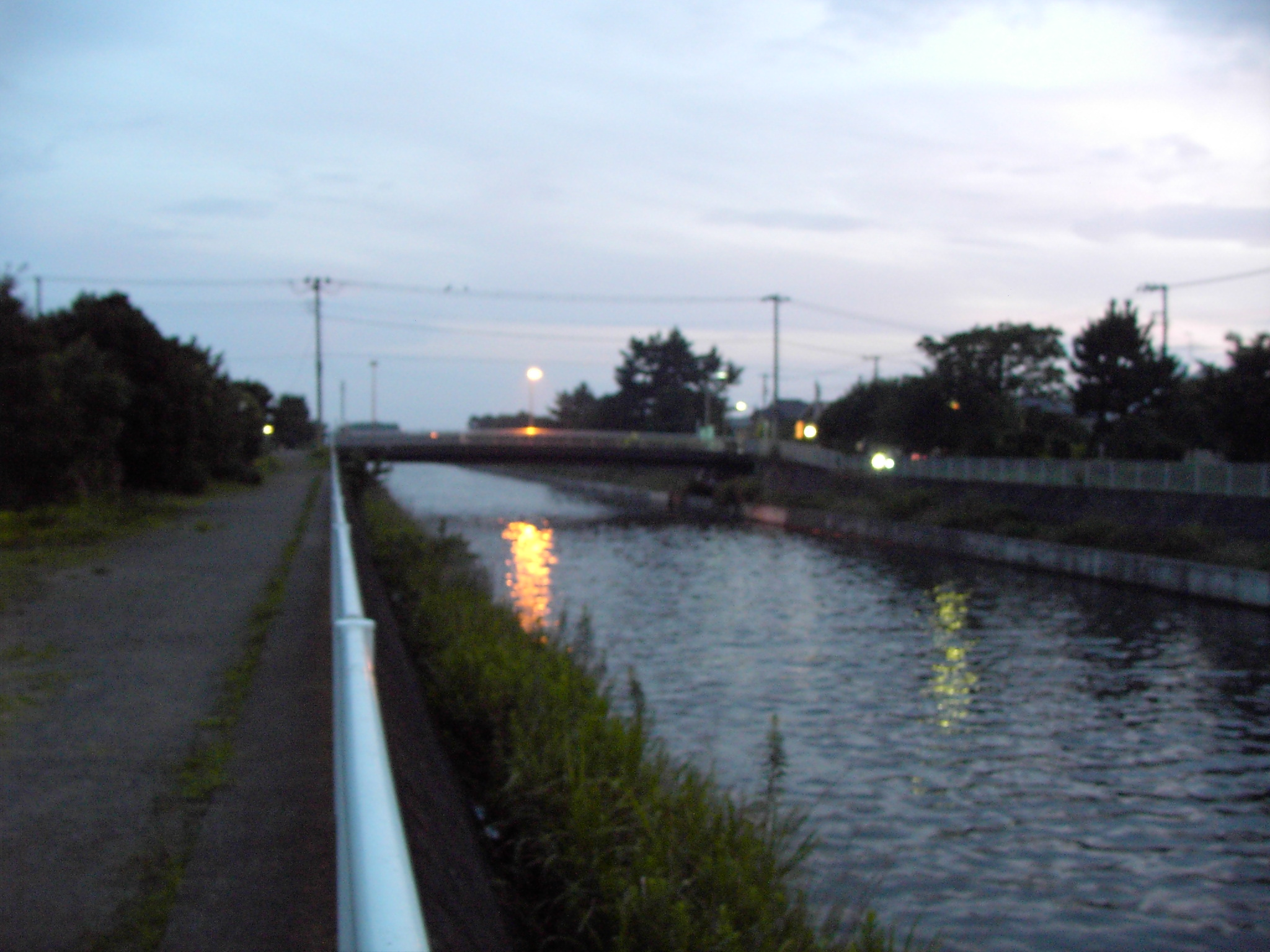
作橋付近(藤沢市)
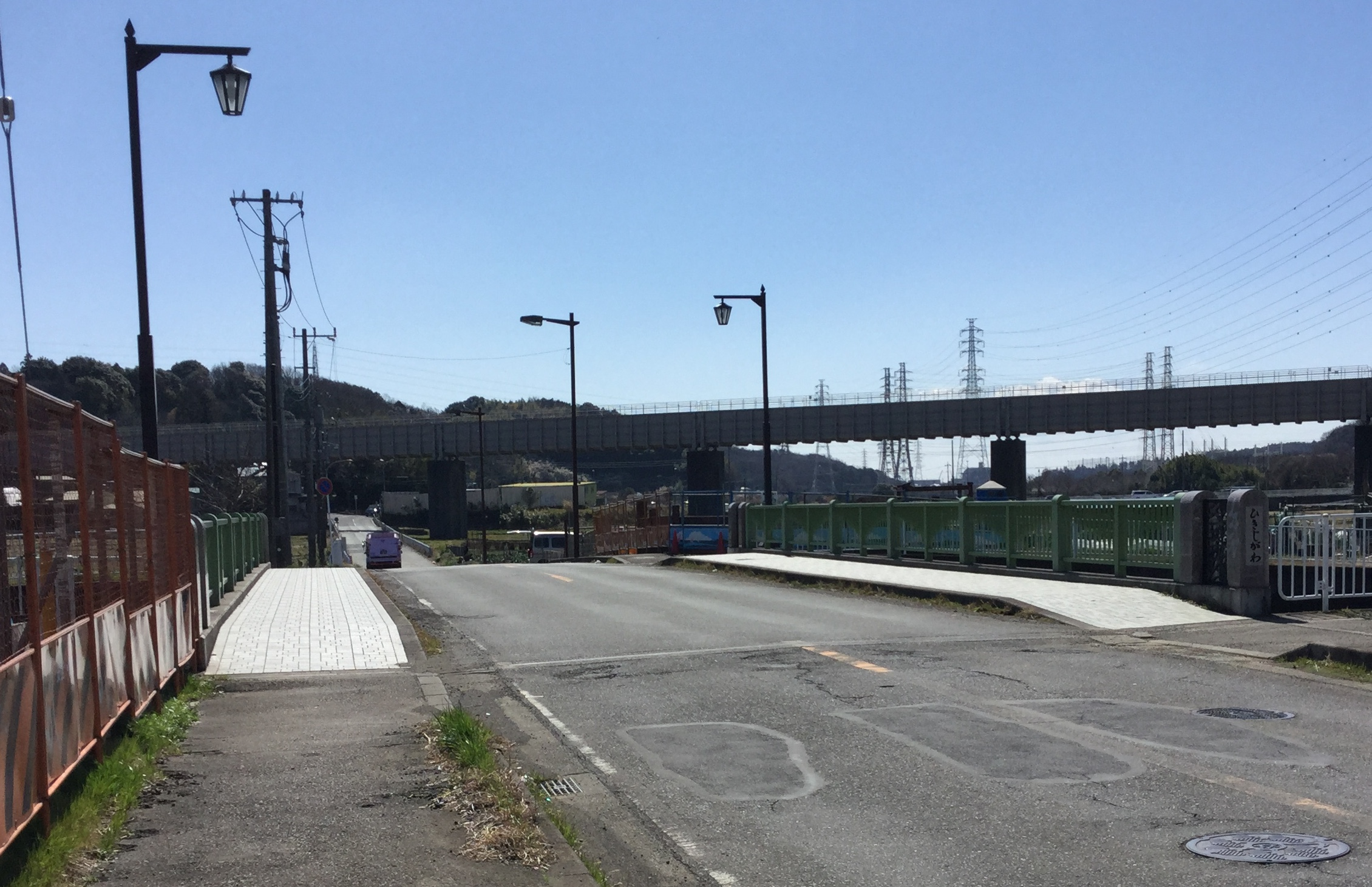
石川橋（藤沢市石川） 奥に横浜水道引地川水道橋が見える
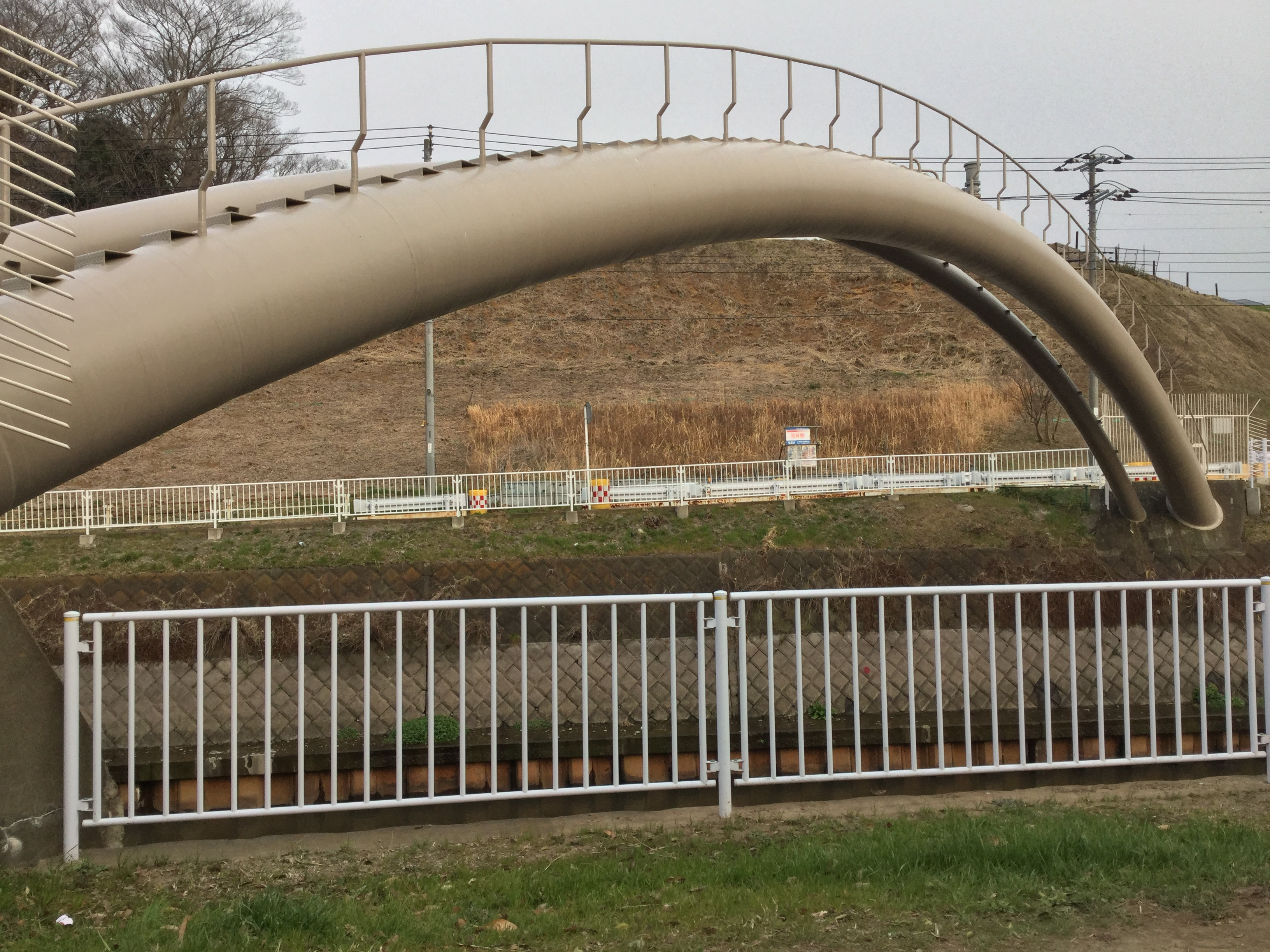
横須賀水道管橋（藤沢市円行）
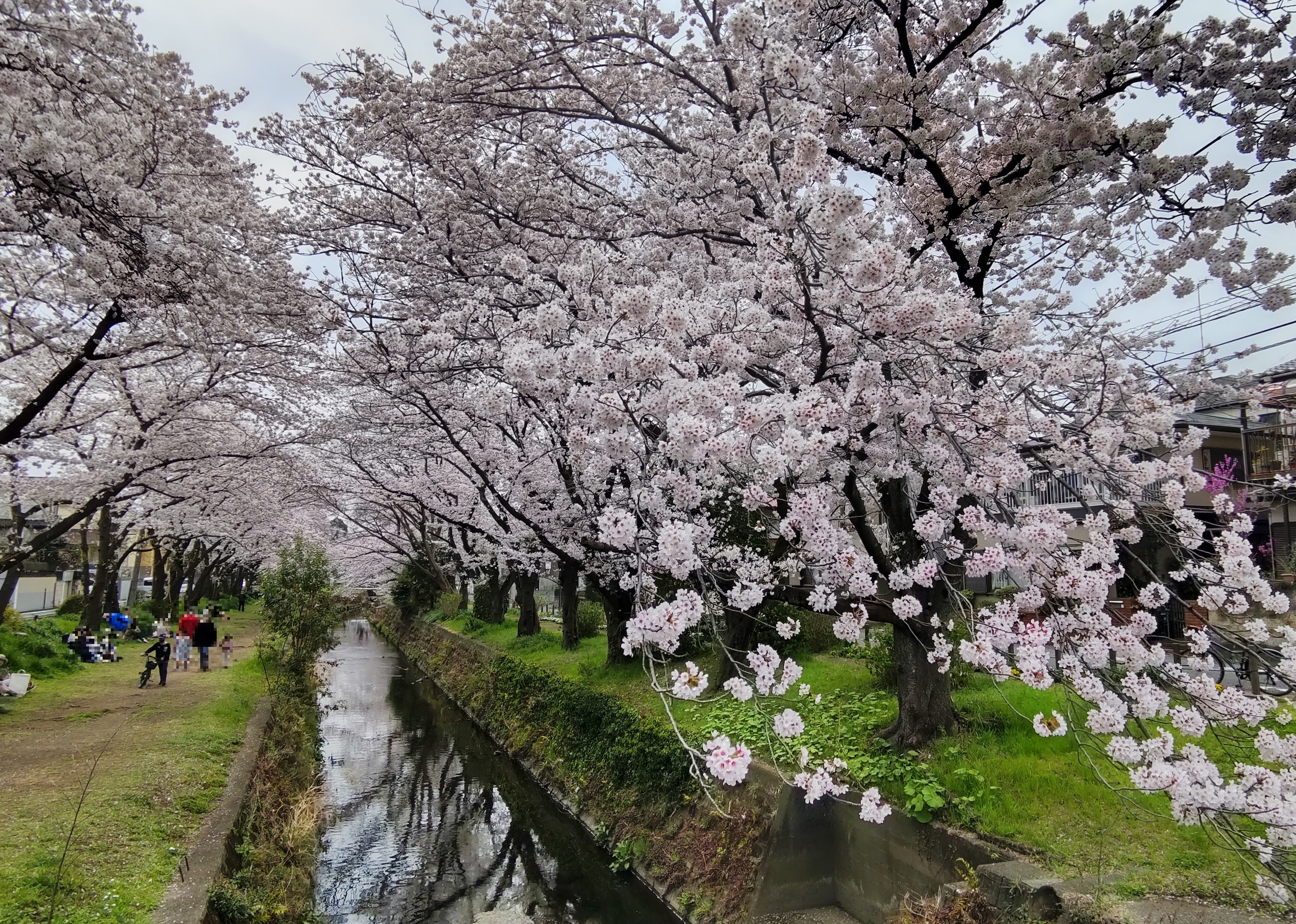
引地川の千本桜（大和市）
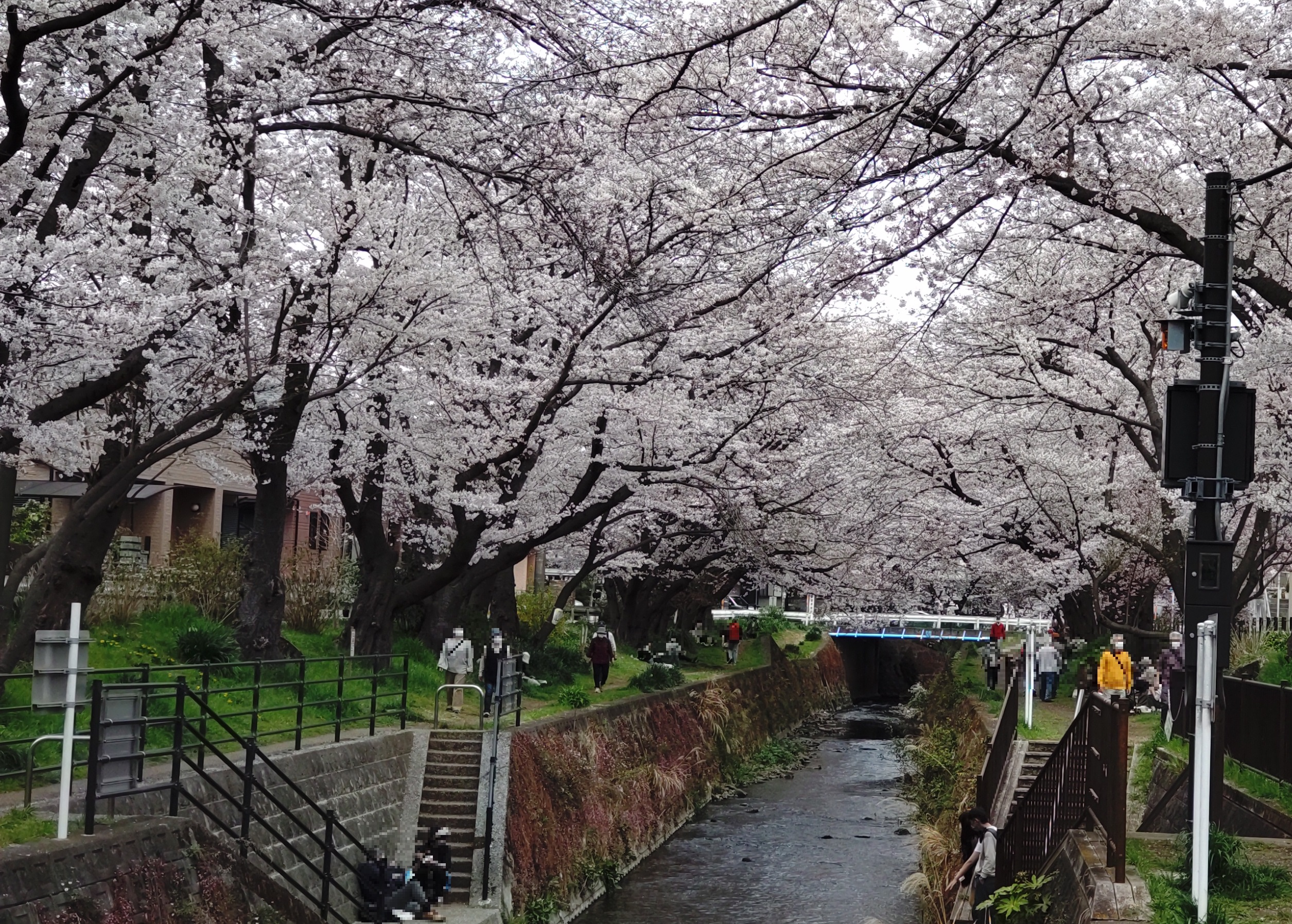
引地川の千本桜（大和市）